# Frontera entre Burkina Faso i Mali
La frontera entre Burkina Faso i Mali és una frontera terrestre international contínua d'uns 1000 km, entre el territori de Burkina Faso i el de Mali, a l'Àfrica Occidental.
Va ser definida per l'administració colonial francesa, per la qual cosa no era més que un límit administratiu intern de l'AOF. En un principi, l'any 1919, després que l'Alto Volta Francès se separés de l'Alt Senegal. Posteriorment, després del seu desmembrement l'any 1932, es va tornar a establir l'any 1947.
El traçat de la seva porció oriental ha estat objecte d'un contenciós entre els dos països, que ha estat notablement traduït en escaramusses frontereres l'any 1974 i a la Guerra de la Franja d'Agacher l'any 1985; es va establir definitivament per decisió del Tribunal Internacional de Justícia del 22 de desembre de 1986 que partia el territori en disputa d'una manera més equitativa.